# Polioptílids
Els Polioptílids (Polioptilidae) són una família de petits ocells de l'ordre dels passeriformes, que viuen en diferents hàbitats de les dues Amèriques. Les 21 espècies es troben a Amèrica del Nord i del Sud (excepte a l'extrem sud i les regions altandines). La majoria d'espècies d'aquest grup principalment tropical i subtropical són residents, però el mosquiter blau-gris dels Estats Units i el sud del Canadà migra cap al sud a l'hivern. Són parents propers dels roguets.

## Llistat de gèneres
Segons la classificació del Congrés Ornitològic Internacional (versió 11.1, 2021) aquesta família està formada per tres gèneres amb 20 espècies:
- Gènere Microbates, amb dues espècies.
- Gènere Ramphocaenus, amb dues espècies.
- Gènere Polioptila, amb 16 espècies.